# Wealth management
Wealth management (z angl., česky přibližně správa majetku) je disciplína investičního poradenství, která zahrnuje finanční plánování, správu investičního portfolia a několik dalších agregovaných finančních služeb. Ten, kdo tyto služby vykonává, se pak nazývá wealth manager, tedy manažer majetku, majetkový správce. Jednotliví vlastníci cenných aktiv, manažeři menších byznysů a rodiny, které vyžadují asistenci důvěryhodného specialistu na finanční poradenství, vyhledávají tyto majetkové správce pro koordinaci „maloobchodního bankovnictví“ (retail banking), plánování (využívání) pozemků, právní zdroje, profesionální daňové poradce a investiční manažery. Tito správci mohou být jak nezávislí certifikovaní finanční plánovači, držitelé Master of Business Administration nebo najatí finanční analyzátoři (CFA) nebo jakýkoli jiný důvěryhodný profesionální peněžní manažer, který pracuje pro zvýšení příjmu, růstu a „daňově příznivé“ nakládání s dlouhodobými investory. Pro spolupráci s majetkovým manažerem musí jeho klient již mít dodstatečný majetek pro tuto správu, aby jeho investiční strategie byly efektivní.
Wealth management může být poskytován obrovskými korporátními entitami, nezávislými finančními poradci či multilicencovaným portfoliem manažerů, jejichž služby jsou navrženy pro zaměření se na zákazníky s vysoce ceněnými aktivami (tzv. high net worth individuals). Velké banky a brokerské domy vytvářejí strategie marketingové segmentace pro prodej jak proprietárních tak neproprietárních produktů a služeb investorům určeným coby potenciálním zákazníkům s vysokými aktivami. Nezávislí majetkoví správci využívají své zkušenosti v plánování (využití) pozemků, riskového managementu a spřízněných oborů s daňovými a právními specialisty, k řízení diversifikovaného uspořádání svých klientů. Banky a brokerské firmy využívají služeb těchto poradců k agregaci stejných služeb.
Události na finančních trzích z konce léta 2008 způsobily znepokojení investorů s jejich portfolii. „Posledních 18 měsíců bylo výzvou tradičního myšlení o investování a alokaci aktiv, diverzifikaci a korelaci. Pro jednotlivé investory byla otestována tolerance risku, investiční předpoklady byly nadhodnoceny a základní otřepané pravdy byly zpochybněny.“ Z tohoto důvodu musejí být majetkoví správci připraveni svým klientům odpovědět na větší potřebu porozumět, mít přístup a komunikaci s poradci, co se týče jejich současného vztahu stejně jako zboží a služeb, které mohou uspokojit budoucí potřeby. Navíc poradci musejí mít dostatečné informace z objektivních zdrojů co se týče všech produktů a služeb vlastněných jejich klienty, aby mohli zhodnotit úspěšnost a míru rizika u portfolia jejich klienta a jednotlivé úrovně bezpečnosti. „Tento stav záležitostí staví wealth manažery před dilema, kteří po generace přilnuli k základním principům alokace aktiv a vysloužili si svou současnou pozici kázáním mantry‚ kupce a držte ve vlastnictví‘, ‚investujte dlouhodobě‘ a – když půjde do tuhého – ‚vytrvejte v tomto kurzu‘.“
Dnes musejí mít majetkoví správci přístup k objektivnímu obsahovému repozitáři. Tento repozitář musí obsahovat současné a běžně přístupné profily klientových uspořádání (holdingů).